# West Leipsic
West Leipsic és una població dels Estats Units a l'estat d'Ohio. Segons el cens del 2000 tenia 271 habitants.

## Demografia
Segons el cens del 2000, West Leipsic tenia 271 habitants, 97 habitatges, i 67 famílies. La densitat de població era de 436 habitants per km².
Dels 97 habitatges en un 33% hi vivien nens de menys de 18 anys, en un 49,5% hi vivien parelles casades, en un 9,3% dones solteres, i en un 29,9% no eren unitats familiars. En el 26,8% dels habitatges hi vivien persones soles el 16,5% de les quals corresponia a persones de 65 anys o més que vivien soles. El nombre mitjà de persones vivint en cada habitatge era de 2,79 i el nombre mitjà de persones que vivien en cada família era de 3,43.
Per edats la població es repartia de la següent manera: un 31% tenia menys de 18 anys, un 10,7% entre 18 i 24, un 26,9% entre 25 i 44, un 17% de 45 a 60 i un 14,4% 65 anys o més.
L'edat mediana era de 33 anys. Per cada 100 dones de 18 o més anys hi havia 117,4 homes.
La renda mediana per habitatge era de 38.333 $ i la renda mediana per família de 50.625 $. Els homes tenien una renda mediana de 30.375 $ mentre que les dones 20.313 $. La renda per capita de la població era de 19.349 $. Aproximadament el 5,6% de les famílies i el 8,5% de la població estaven per davall del llindar de pobresa.

## Poblacions més properes
El següent diagrama mostra les poblacions més properes.